# مؤسسه سخن‌گستر
مؤسسه سخن‌گستر یک مؤسسه مطبوعاتی خصوصی در ایران و ناشر دو روزنامه ایران نیوز (از ۹ مهر ۱۳۷۳) و صبح اقتصاد (از ۶ دی ۱۳۸۲) است. ایران نیوز نخستین روزنامه انگلیسی‌زبان چاپ تهران وابسته به بخش خصوصی و صبح اقتصاد نخستین روزنامه اقتصادی تمام‌رنگی ایران هستند.
و در ادامه "پیمان جلالی" به عنوان مدیرمسئول انتخاب شد و پس از فوت ایشان "مجید آقازاده" مدیر مسئول روزنامه گردید ، پس از دوره ای پر فراز ونشیب و سو مدیریت ها و به بار آمدن بدهی های در زمان مدیریت ایشان انتشار روزنامه متوقف شد.
مجموعه سخن گستر که صاحب دو روزنامه صبح اقتصاد و ایران نیوز بعد مدت زمان کوتاهی محمد نقاشیان را به مدیریت موسسه و صاحب امتیازی روزنامه برگزید و بلافاصله انتشار روزنامه از سر گرفته شد.
حمیدرضا نقاشیان رئیس هیئت‌مدیره و صاحب‌امتیاز نشریات آن هستند. پیشتر محمد سلطانی‌فر مدیرمسئول نشریات مؤسسه بوده‌است. به گفته وی، این مؤسسه وابستگی جناحی خاصی ندارد و نشریاتش مسائل را از دیدگاه اقتصادی منعکس می‌کنند.
آدرس وب سایت صبح اقتصاد:  Www.sobh-eqtesad.ir
آدرس وب سایت ایران نیوز: www.irannewsdaily.com
این مؤسسه در سال ۱۳۹۳ حدود ۱۲۰ نفر نیرو داشت.

## خبر کیهان درباره رپرتاژآگهی‌های استانداری هرمزگان
کیهان در ۲۱ آبان ۱۳۹۱ در خبری مدعی شد که استانداری هرمزگان با صدور بخشنامه‌ای زیرمجموعه‌های خود را موظف کرده‌است تا رپرتاژآگهی‌هایی در قالب ویژه‌نامه به نشریات این مؤسسه بدهد، در حالی که روزنامه ایران‌نیوز در سطح این استان ۱۰ نسخه و صبح اقتصاد ۳ نسخه فروش دارند. این مطلب با تکذیب مؤسسه سخن‌گستر مواجه شد.

## توقف انتشار روزنامه‌ها
خبرگزاری ایرنا در ۲۱ آبان ۱۳۹۳ گزارش داد که از این روز مؤسسه سخن‌گستر به دلیل مشکلات مالی انتشار دو روزنامه‌اش را متوقف کرده‌است. این در شرایطی بود که بسیاری از کارکنان این روزنامه‌ها در ۳۰ ماه گذشته حقوق و در ۸ ماه گذشته بیمه نداشته‌اند.
کارکنان این دو روزنامه یک بار در سال ۱۳۸۸ نیز به دلیل عدم دریافت مطالبات دست از کار کشیده‌بودند.